# Pustków Żurawski

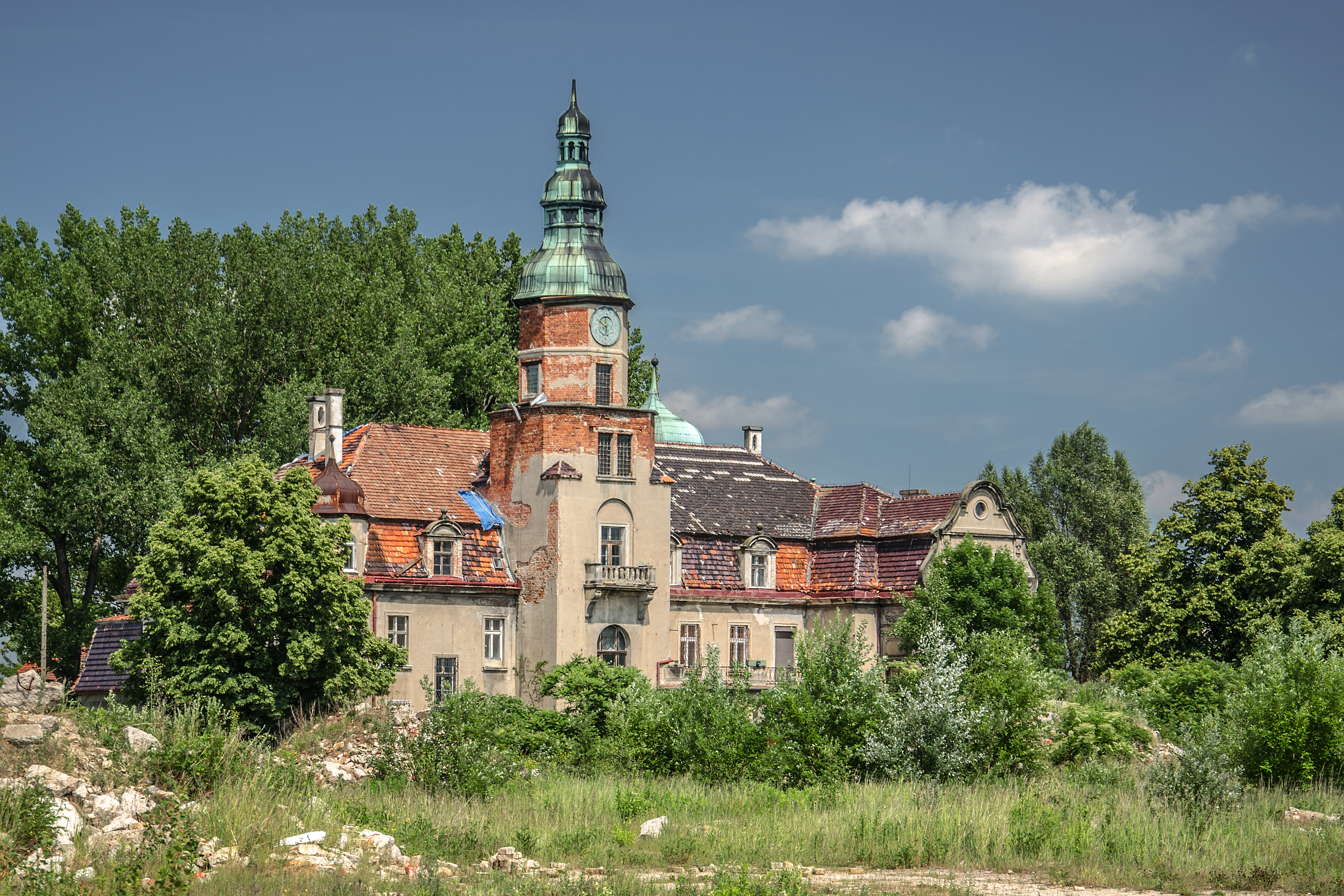
Schloss Puschkowa

Pustków Żurawski (deutsch Puschkowa, auch Pistole; 1937–1945 Hubertushof) ist ein Ort in der Landgemeinde Kobierzyce im Powiat Wrocławski der Woiwodschaft Niederschlesien in Polen.

## Geographie
Nachbarorte sind Górzyce im Westen, Żurawice (Schauerwitz) im Norden, Solna (Groß Sägewitz) im Süden und Wierzbice (Wirrwitz) im Osten.

## Geschichte
„Pustkowo“ wurde 1352 erstmals erwähnt. Es gehörte zum Herzogtum Breslau, das 1335 als erledigtes Lehen an die Krone Böhmen gefallen war. Nach dem Ersten Schlesischen Krieg wurde Puschkowa mit dem größten Teil Schlesiens 1741/42 von Preußen erobert. Grundherr war bis zur Säkularisation das Domkapitel Breslau, danach das königliche Rentamt. 1845 zählte das Dorf zehn Häuser, eine Freischoltisei (Weidner), 106 Einwohner (15 katholisch und der Rest evangelisch), evangelische Kirche zu Rankau, katholische Kirche zu Wirrwitz. Puschkowa gehörte bis 1945 zum Landkreis Breslau. 1937 wurde es in Hubertushof umbenannt. Bis 1945 gehörte es zum Landkreis Breslau.
Gegen Ende des Zweiten Weltkriegs wurde Puszkowa / Hubertushof im Frühjahr 1945 von der Roten Armee besetzt. Als Folge des Zweiten Weltkriegs fiel es mit fast ganz Schlesien 1945 an Polen. Nachfolgend wurde es in Pustków Żurawski umbenannt. Die einheimische deutsche Bevölkerung wurde – soweit sie nicht vorher geflohen war – vertrieben. Die neu angesiedelten Bewohner waren teilweise Zwangsumgesiedelte aus Ostpolen, das an die Sowjetunion gefallen war.
Von 1975 bis 1998 gehörte Krzyżowice zu Woiwodschaft Breslau.

## Sehenswürdigkeiten
- Schloss Puschkowa[2]